# Gottlieb Daimler
Gottlieb Daimler (17 tháng 3 1834 - 6 tháng 3 1900) là một kĩ sư, nhà thiết kế công nghiệp, nhà công nghiệp người Đức. Ông là người đi đầu trong lĩnh vực phát triển ô tô và động cơ đốt trong. Ông là người đã phát minh ra động cơ xăng và chiếc ô tô bốn bánh đầu tiên.
Daimler cùng với đối tác kinh doanh lâu năm Wilhelm Maybach là hai nhà phát minh đều có chung mục tiêu là chế tạo ra một loại động cơ nhỏ gọn, tốc độ cao phù hợp lắp vào bắt cứ thiết bị di chuyển nào. Năm 1885, họ thiết kế ra bản mẫu của động cơ sử dụng xăng hiện đại ngày nay, sau đó động cơ này đã lắp gọn vào được một chiếc xe hai bánh, được xem là chiếc xe máy đầu tiên trên thế giới, sau đó là một cỗ xe ngựa chở người và một chiếc thuyền.
Năm 1890, cả hai sáng lập nên Daimler Motoren Gesellschaft (DMG). Họ bán chiếc xe ô tô đầu tiên vào năm 1892. Daimler sau đó bị ốm và tạm nghỉ việc. Khi ông trở lại, ông gặp trở ngại với những cổ đông và phải từ chức năm 1893. Năm 1894, Maybach từ chức cùng thời điểm và cũng trở lại. Năm 1900 Daimler qua đời và Wilhelm Maybach rời DMG năm 1907. Năm 1934, bộ phận quản lý của DMG ký một thỏa thuận hợp tác với công ty Benz & Cie của Karl Benz, đến năm 1926 hai công ty sáp nhập để trở thành Daimler-Benz AG, ngày nay đã trở thành một phần của Daimler AG.